# Облік нормативно-правових актів
Облік нормативно-правових актів — це такий вид їх систематизації, що включає в себе збирання, фіксування в логічній послідовності та зберігання нормативно-правових актів, підтримання їх у відповідному контрольному (актуальному) стані з урахуванням усіх змін та доповнень, а також зі створення спеціальних систем їх нагромадження та пошуку.
Досвід законодавчої і правозастосовчої діяльності в Україні і зарубіжних країнах свідчить, що якість обліку нормативних актів у державних органах і установах, ступінь його налагодженості, ефективність збирання і зберігання даних про чинні нормативні акти, про внесення до них змін і доповнень, багато в чому визначають юридичну культуру правотворчості, ефективності правозастосовчої діяльності та правового виховання.
Чітко налагоджений облік законодавства необхідний перш за все для кваліфікованого застосування правових норм у повсякденній практичній діяльності виконавчих органів, адміністрацій підприємств, установ, у роботі фірм, об'єднань тощо.

## Принципи організації обліку
• повнота інформаційного масиву нормативно-правових актів обліку, що забезпечує фіксацію і забезпечення обсягом довідкової інформації, відсутність прогалин в інформаційному масиві;
• достовірність інформації, тобто інформація повинна бути заснована на використанні офіційних джерел опублікування нормативних актів, а також на своєчасній фіксації внесених змін в акти, включені в інформаційний фонд;
• зручність використання обліків, котра необхідна для оперативного і якісного пошуку відомостей про право.

## Засоби нагромадження та обробки інформації
1) Спеціальні облікові журнали. В них реєструються нормативно-правові акти та усі зміни до них.
2) Картотеки. У них кожному нормативно-правовому акту відповідає його картка, котра містить повну інформацію про його видавця, галузь та підгалузь законодавства, внесені зміни тощо
3) Електронні носії інформації (дискети, компакт-диски різних форматів, жорсткі диски комп'ютерів, електронні сервери). Вони завдяки своїм можливостям уміщують великий обсяг правової інформації (можуть містити навіть повні універсальні бази національного законодавства).

## Види обліків
І) Журнальний облік. В основному, використовується за наявності невеликих інформаційних масивів, адже є досить обмеженим видом обліку в технічному плані.
Такий облік може вестися за хронологічним, алфавітним, предметним чи системно-предметним принципами.
• хронологічний принцип означає, що всі нормативні акти, які підлягають обліку у відповідному органі чи установі, реєструються в журналі (журналах) за датами їх прийняття. Зрозуміло, що акти різної юридичної сили (закони, укази, постанови тощо), як правило, підлягають окремій реєстрації.
• при алфавітно-предметній реєстрації, як досконалішому виді обліку нормативних актів, що надходять, у певний орган чи установу, такі акти фіксуються за предметними рубриками, що розташовуються у алфавітному порядку (наприклад, аванс, акредитив тощо).
• оптимальна форма журнального обліку — тематично-предметна, коли рубрики розділів журналу всього масиву законодавства поділяються на певні галузі, підгалузі і юридичні інститути.
ІІ) Картковий облік. Як зручніший вид обліку порівняно з журнальним використовується в державних органах чи великих організаціях, установах тощо.
На картках картотеки можуть бути зафіксовані або основні реквізити акта (вид акта, його заголовок, дата видання, місце офіційного опублікування), або повний текст акта, останньому надається перевага. Рубрики і картотеки визначаються на базі виробленого заздалегідь словника чи рубрикатора. Пошук відповідних картотек здійснюється як ручним способом, так і напівавтоматизованим або навіть автоматизованими режимами (картки з крайовою перфорацією, пересувні полиці, тиражування необхідних карток тощо).
Переваги карткового обліку і в тому, що він забезпечує можливість оперативно вносити корективи у картки відповідно до наступних змін, внесених в акт, розміщений на картках.
Картки у картотеці звичайно розміщують за хронологічним, алфавітно-предметним чи предметно-галузевим принципом. Зручніший останній, коли облік здійснюється шляхом розміщення всіх карток у відповідні розділи, підрозділи, пункти й інші показники раніше розробленого і затвердженого класифікатора, що базується на поділі всього масиву законодавства на галузі, підгалузі, інститути тощо.
ІІІ) Електронний облік. Використання мережі Інтернет надає значно ширші можливості використання електронного обліку. До того ж, електронний облік є найбільш зручним, швидким і простим у користуванні.
В Україні забезпечується безкоштовний доступ користувачів до баз національного законодавства на офіційних порталах Верховної Ради України, Кабінету Міністрів України, інших органів державної влади, а також платний доступ до низки комерційних правових баз даних. Практикуючим юристам, іншим фахівцям у галузі права слід мати на увазі, що тексти нормативно-правових актів, розміщені в зазначених базах у мережі Інтернет або на компактних електронних носіях інформації, не є офіційними, а відтак, можуть використовуватися виключно для довідкових цілей. Водночас у судів немає підстав для відмови в прийнятті та оцінюванні таких текстів як письмових доказів. Так, ст. 79 КАС України відносить до письмових доказів також електронні документи (в інших процесуальних кодексах України такої конкретизації немає). Але за наявності в паперовому або електронному вигляді офіційного тексту нормативно-правового акта слід додавати до справи саме цей текст.
У діяльності того чи іншого органу, установи можуть поєднуватися різні форми обліку законодавства, що взаємно доповнюють одна одну. Можливе, наприклад, ведення журнального обліку за хронологічним принципом разом із створенням предметно-галузевої картотеки або картковий облік і одночасне ведення контрольних текстів актів чинного законодавства. Таке поєднання різних форм обліку сприяє підвищенню ефективності довідково-інформаційної служби у галузі законодавства.
Офіційним різновидом електронного обліку нормативно-правових актів є державний реєстр. Він створюється компетентними з цього питання державними органами.

## Державний реєстр
В Україні згідно з Указом Президента України від 27 червня 1996 р. № 468/96 запроваджено Єдиний державний реєстр нормативно-правових актів. Він являє собою автоматизовану систему збирання, нагромадження та опрацювання актів законодавства. Державний реєстр створено з метою забезпечення додержання єдиних принципів ідентифікації нормативно-правових актів та ведення їх державного обліку в межах інформаційного простору України, утворення фонду нормативно-правових актів і підтримання їх у контрольному стані, надання інформації щодо них, забезпечення доступності, гласності та відкритості правової інформації для користувачів.
До реєстру включаються чинні закони України, постанови Верховної Ради України, укази та розпорядження Президента України, декрети, постанови та розпорядження Кабінету Міністрів України, зареєстровані в Міністерстві юстиції України нормативно-правові акти міністерств, інших центральних органів державної виконавчої влади, органів господарського управління та контролю, Національного банку України, міжнародні договори України, рішення та висновки Конституційного Суду України, а також нормативно-правові акти, видані до прийняття Акта проголошення незалежності України, що не втратили чинності та не суперечать законодавству України.
Веденням державного реєстру займається Міністерство юстиції України. Будь-яка юридична чи фізична особа може одержати копії еталонних текстів нормативно-правових актів з інформаційного фонду реєстру на електронних чи паперових носіях. Нормативно-правові акти, включені до реєстру, постійно підтримуються Міністерством юстиції України в контрольному (актуальному) стані з урахуванням усіх змін та доповнень.
Державні реєстри нормативно-правових актів з окремих питань господарської та управлінської діяльності можуть утворюватися також відповідними органами виконавчої влади. Так, наказом Державного комітету України з нагляду за охороною праці від 8 червня 2004 р. затверджено Положення про Державний реєстр нормативно-правових актів з питань охорони праці.